# Jose Kaimlett
Jose Kaimlett, conegut com a reverend Dr kaimlett (Palackattumala, 5 de maig de 1941 - 27 de juny de 2018) fou un sacerdot indi. Va ser ordenat sacerdot l'any 1966 i, el 1969, va ser nomenat rector de la parròquia de Bhimavaram Oest. El 1970, va obrir el centre missioner a Akividu. El 1978, va ser enviat a Roma, on va obtenir un doctorat en dret canònic el 1981.
En tornar de Roma el 1984, va fundar els Heralds de la Bona Nova,; el 1992 les Germanes de la Bona Nova i el 2003 els Missioners de la Compassió. Va morir el 2018.

## Publicacions
- Jose Kaimlett, Wisdom of the ages, Better yourself books, 1995.
- Jose Kaimlett, Insights, vol. 1: Compilation of 200 Stories on the Insights of Life, CreatiVentures, 2011.
- Jose Kaimlett, Insights, vol. 2: Compilation of 200 Stories on the Insights of Life, CreatiVentures, 2014.